# James Duncan
James Duncan, född 25 september 1887 i New York, död 21 januari 1955, var en amerikansk friidrottare.
Duncan blev olympisk bronsmedaljör i diskus vid sommarspelen 1912 i Stockholm.